# Juan de Zabaleta
Juan de Zabaleta fou un dramaturg, poeta i escriptor espanyol (Madrid, 1626 - 1667). Durant tota la seva vida no va deixar de produir obres encara que no són altament considerades. El 1664 va quedar cec però encara va seguir escrivint. Barrera va publicar el catàleg de les seves obres, una part de les quals foren reunides el 1667 pel mateix Zabaleta amb el títol de “Obras en prosa”, llibre del que van fer diverses edicions.